# فهرست شاهان یونان

نشان سلطنتی یونان

## فهرست پادشاهان یونان (۱۸۳۲–۱۹۷۳)
| نام                           | دوره زندگی                            | آغاز حکومت      | پایان حکومت                  | توضیحات                           | خاندان    | تصویر |
| ----------------------------- | ------------------------------------- | --------------- | ---------------------------- | --------------------------------- | --------- | ----- |
| اوتو Ὄθων                     | ۱ ژوئن ۱۸۱۵ – ۲۶ ژوئیه ۱۸۶۷ (۵۲ سال)  | ۶ فوریه ۱۸۳۳    | ۲۳ اکتبر ۱۸۶۲                | پسر لودویگ اول (بایرن)            | ویتلسباخ  |       |
| جرج یکمΓεώργιος Αʹ            | ۲۴ دسامبر ۱۸۴۵– ۱۸ مارس ۱۹۱۳ (۶۷ سال) | ۳۰ مارس ۱۸۶۳    | ۱۸ مارس ۱۹۱۳                 | پسر کریستیان هفتم(پادشاه دانمارک) | گلوکسبورگ |       |
| کنستانتین یکمΚωνσταντῖνος Αʹ  | ۲ اوت ۱۸۶۸ – ۱۱ ژانویه ۱۹۲۳ (۵۴ سال)  | ۱۸ مارس ۱۹۱۳    | ۱۱ ژوئن ۱۹۱۷                 | جرج یکم                           | گلوکسبورگ |       |
| الکساندرἈλέξανδρος            | ۱ اوت ۱۸۹۳ – ۲۵ اکتبر ۱۹۲۰ (۲۷ سال)   | ۱۱ ژوئن ۱۹۱۷ –  | ۲۵ اکتبر ۱۹۲۰                | پسر کنستانتین یکم                 | گلوکسبورگ |       |
| کنستانتین یکمΚωνσταντῖνος Αʹ  | ۲ اوت ۱۸۶۸ – ۱۱ ژانویه ۱۹۲۳ (۵۴ سال)  | ۱۹ دسامبر ۱۹۲۰  | ۲۷ سپتامبر ۱۹۲۲              | پدر الکساندر                      | گلوکسبورگ |       |
| جرج دومΓεώργιος Βʹ            | ۲۰ ژوئیه ۱۸۹۰ – ۱ آوریل ۱۹۴۷ (۵۶ سال) | ۲۷ سپتامبر ۱۹۲۲ | ۲۵ مارس ۱۹۲۴                 | پسر کنستانتین یکم                 | گلوکسبورگ |       |
| اعلام جمهوری                  | اعلام جمهوری                          | ۱۹۲۴            | ۱۹۳۵                         |                                   |           |       |
| جرج دومΓεώργιος Βʹ            | ۲۰ ژوئیه ۱۸۹۰ – ۱ آوریل ۱۹۴۷ (۵۶ سال) | ۳ نوامبر ۱۹۳۵   | ۱ آوریل ۱۹۴۷                 | کنستانتین یکم                     | گلوکسبورگ |       |
| پائولΠαῦλος                   | ۱۴ دسامبر ۱۹۰۱ – ۶ مارس ۱۹۶۴ (۶۲ سال) | ۱ آوریل ۱۹۴۷    | ۶ مارس ۱۹۶۴                  | پسر کنستانتین یکم                 | گلوکسبورگ |       |
| کنستانتین دوم Κωνσταντῖνος Βʹ | ۲ ژوئن ۱۹۴۰ ‏(۸۴ سال)                  | ۶ مارس ۱۹۶۴     | ۱ ژوئن ۱۹۷۳ (انحلال پادشاهی) | پسر پائول                         | گلوکسبورگ |       |